# Realno število
Reálno števílo je matematični pojem, intuitivno določen kot število, ki ustreza točki na številski premici. Sam izraz »realno število« je retronim, skovan kot odgovor na »imaginarno število«.
Realna števila so lahko racionalna ali iracionalna; algebrska ali transcendentna; ter pozitivna, negativna ali enaka nič.
Množico realnih števil označimo s črko {\displaystyle \mathbb {R} }.
Realna števila imajo naslednje značilnosti:
- Množica realnih števil je neskončna, vendar je realnih števil »več« kot racionalnih ali naravnih števil (množica ima večje kardinalno število).
- Množica realnih števil ima strukturo obsega: v tej množici lahko izvajamo štiri osnovne računske operacije z običajnimi značilnostmi.
- Množica realnih števil je urejena. Za vsaki dve različni realni števili a in b lahko rečemo, katero je manjše.
- Množica realnih števil je gosta v sebi. Med vsakima dvema različnima realnima številoma a in b (a < b) obstaja vsaj še eno realno število c (a < c < b). Ker pa lahko postopek ponovimo, vidimo da med a in b leži neskončno realnih števil.
- Množica realnih števil je povezana (množica racionalnih števil te značilnosti nima).

Realna števila merijo zvezne količine. Načeloma jih lahko izrazimo z neskončnim desetiškim zapisom, ki mu desno od decimalne vejice sledi neskončno zaporedje števk. Običajen zapis ima obliko 324,823211247..., pri čemer tri pike označujejo, da se zaporedje števk nadaljuje, ne glede na to, koliko števk zapišemo. Ni potrebno, da bi števke sledile kakršnemukoli vzorcu ali prepoznavnemu pravilu. Nekatera realna števila imajo tudi končni desetiški zapis, v katerem so od nekega mesta naprej samo še ničle; ta niso enolično zapisljiva, ker je npr. 4,120000... = 4,1199999...
Rezultat meritve v fiziki je skoraj vedno približek realnega števila. Nekateri zato zagovarjajo njihov zapis v obliki decimalnega ulomka, ki do neke mere bolje izraža odnos do pravega realnega števila, kot da bi zapisovalec hotel povedati: »Zapisal sem le del števila, ki ga poznam; je neskončno dolgo, in to, da sem se ustavil pri končnem številu števk, odraža le to, da sem odnehal, namesto da bi opravil neskončno vse bolj in bolj izpopolnjenih meritev, s katerimi bi dobil še nadaljnje člene v neskončnem zaporedju števk, kar je edini način, da bi prišel do točnega in ne le približnega končnega rezultata.« Ta pogled na realna števila matematično obravnava intervalska analiza.
Realna števila in z njimi povezani matematični pojmi, kot so zaporedja, limite in realne funkcije, so osrednji predmet preučevanja področja matematike, imenovanega realna analiza.
Realno število je izračunljivo, če obstaja algoritem, s katerim lahko izračunamo vse njegove števke. Ker je algoritmov števno mnogo, realnih števil pa neštevno mnogo, večina realnih števil ni izračunljivih. Izkaže se, da so izračunljiva skoraj vsa realna števila, s katerimi se srečamo v praksi, na primer racionalna, algebrska in znana transcedentna števila π, e, log(2) itn. Nekateri konstruktivisti priznavajo le obstoj izračunljivih števil na osnovi svojega filozofskega pogleda na matematiko. Z nastopom sodobnih računalnikov pa je teorija izračunljivih števil postala zanimiva tudi v teoretičnem računalništvu.
Širša od množice izračunljivih števil, a še vedno števna, je množica določljivih števil (definibilnih števil). To so taka števila, ki jih lahko enolično opišemo z logičnim izrazom, čeprav morda ne znamo izračunati njihovih števk.
Digitalni računalniki ne morejo računati neposredno z realnimi števili, ampak lahko v končnem številu korakov izračunajo le končni približek pravega rezultata. Za običajne potrebe zadostujejo približki realnih števil, ki jih predstavimo s podatkovnima tipoma števil s plavajočo vejico ali števil s fiksno vejico. Računalniški algebrski sistemi obravnavajo nekatera realna števila tako, da shranijo njihov simbolni zapis (npr. »1 − sin(pi/7) + sqrt(2)«) namesto decimalnega približka. Obstaja tudi več vrst pravih realnih podatkovnih tipov, s katerimi dejansko predstavimo vsa (izračunljiva) realna števila. Seveda lahko v končnem številu korakov izračunamo le približek tako predstavljenega realnega števila.
Matematiki uporabljajo za oznako množice realnih števil oznako R ali {\displaystyle \mathbb {R} }.
V matematiki se pridevnik »realni« (npr. realna matrika, realni polinom, realna Liejeva algebra) uporablja za označitev dejstva, da je obseg, ki je podlaga tem pojmom, obseg realnih števil.
Realnih števil je neskončno mnogo. Vendar pa je realnih števil več kot naravnih, z drugimi besedami je kardinalno število množice realnih števil večje ob števila množice naravnih, v kar se prepričamo s Cantorjevim diagonalnim dokazom. To pomeni, da ne obstaja nobena bijektivna preslikava iz ene množice v drugo. 

## Definicija realnih števil
Znani sta dve enakovredni definiciji realnih števil. Tukaj podamo podrobno Cauchyevo definicijo, Dedekindovo pa samo omenimo.
Cauchyjevo zaporedje racionalnih števil je zaporedje {xi}, i = 0, 1, 2, ... racionalnih števil, ki ustreza Cauchyjevemu pogoju: za vsako racionalno število ε > 0, obstaja takšno naravno število N, da za vsa naravna števila n, m > N velja |xn - xm | < ε. Cauchyjevi zaporedji {xi} in {yi} sta ekvivalentni, pišemo {xi} ~ {yi}, če je tudi prepleteno zaporedje x0, y0, x1, y1, x2, y2, ... Cauchyjevo. Množica realnih števil, označena z R ali {\displaystyle \mathbb {R} }, je množica ekvivalenčnih razredov Cauchyjevih zaporedij glede na ekvivalenčno relacijo ~.
Realna števila tvorijo obseg, saj jih lahko seštevamo, odštevamo, množimo in delimo. 
Realna števila so linearno urejena z relacijo manjši. Zadoščajo še Arhimedovemu aksiomu, ki pravi, da za vsako realno število x obstaja naravno število n, ki je večje od x. Poleg tega realna števila tvorijo polni obseg, ker ima vsako Cauchyjevo zaporedje realnih števil enolično določeno limito. S temi značilnostmi so realna števila natanko določena kot algebrska struktura: vsak polni linearno urejeni obseg, ki zadošča Arhimedovemu aksiomu, je izomorfen realnim številom.
Značilnost polnosti je ekvivalentna značilnosti najmanjše zgornje meje, ki pravi, da ima vsaka neprazna navzgor omejena podmnožica realnih števil supremum.
Vsako realno število lahko predstavimo z neskončnim decimalnim zaporedjem, ki sestoji iz števk od 0 do 9 in decimalne vejice. Ni res, da ima vsako realno število enolično decimalno predstavitev, saj decimalna zapisa 1,000000... in 0,999999... oba predstavljata isto realno število.
Dedekind je definiral realno število kot Dedekindov presek. To je taka neprazna podmnožica
racionalnih števil S, za katero velja:
- če je q element S in je r < q, potem je tudi r element S,
- za vsak q iz S obstaja tak r v S, da je q < r,
- obstaja q, ki ni element S.

Na primer, Dedekindov presek, ki predstavlja realno število {\displaystyle {\sqrt {2}}}, je množica vseh tistih racionalnih števil q, za katere je q < 0 ali q2 < 2.